# Ospedale Santi Cosma e Damiano
L'ospedale SS. Cosma e Damiano di Pescia è la principale struttura sanitaria della Valdinievole situata nel centro di Pescia, in provincia di Pistoia, Toscana.

## Storia
L'edificio dell'attuale ospedale venne iniziato nel 1762 per volere del vescovo Donato Maria Arcangeli per ospitare il seminario. Dieci anni più tardi fu il granduca Pietro Leopoldo che decise di riprendere la costruzione e utilizzarlo come nuovo ospedale. L'opera fu inaugurata nel 1781, ma era ritenuta insufficiente a soddisfare le necessità della zona.
Nel corso del XX secolo la struttura è stata ampliata con nuovi padiglioni.